# Xiphorhynchus
Genre
Le genre Xiphorhynchus (masculin) regroupe quatorze espèces de passereaux appartenant à la famille des Furnariidae. Avant la classification de Sibley-Ahlquist, celles-ci étaient classées dans la famille des Dendrocolaptidae.

## Liste des espèces
Selon la classification de référence du Congrès ornithologique international (version 14.2, 2024) (ordre phylogénique) :
- Xiphorhynchus obsoletus – Grimpar strié
  - Xiphorhynchus obsoletus palliatus
  - Xiphorhynchus obsoletus notatus
  - Xiphorhynchus obsoletus obsoletus
  - Xiphorhynchus obsoletus caicarae
- Xiphorhynchus fuscus – Grimpar brun
  - Xiphorhynchus fuscus pintoi
  - Xiphorhynchus fuscus tenuirostris
  - Xiphorhynchus fuscus fuscus
- Xiphorhynchus atlanticus – Grimpar atlantique
- Xiphorhynchus pardalotus – Grimpar flambé
  - Xiphorhynchus pardalotus caurensis
  - Xiphorhynchus pardalotus pardalotus
- Xiphorhynchus ocellatus – Grimpar ocellé
  - Xiphorhynchus ocellatus lineatocapilla
  - Xiphorhynchus ocellatus beauperthuysii
  - Xiphorhynchus ocellatus perplexus
  - Xiphorhynchus ocellatus ocellatus
  - Xiphorhynchus ocellatus napensis
  - Xiphorhynchus ocellatus chunchotambo
  - Xiphorhynchus ocellatus brevirostris
- Xiphorhynchus elegans – Grimpar élégant
  - Xiphorhynchus elegans buenavistae
  - Xiphorhynchus elegans ornatus
  - Xiphorhynchus elegans insignis
  - Xiphorhynchus elegans juruanus
  - Xiphorhynchus elegans elegans
- Xiphorhynchus spixii – Grimpar de Spix
- Xiphorhynchus guttatus – Grimpar des cabosses
  - Xiphorhynchus guttatus polystictus
  - Xiphorhynchus guttatus connectens
  - Xiphorhynchus guttatus guttatoides
  - Xiphorhynchus guttatus vicinalis
  - Xiphorhynchus guttatus eytoni
  - Xiphorhynchus guttatus gracilirostris
  - Xiphorhynchus guttatus dorbignyanus
  - Xiphorhynchus guttatus guttatus
- Xiphorhynchus susurrans – Grimpar cacao
  - Xiphorhynchus susurrans confinis
  - Xiphorhynchus susurrans costaricensis
  - Xiphorhynchus susurrans marginatus
  - Xiphorhynchus susurrans nana
  - Xiphorhynchus susurrans rosenbergi
  - Xiphorhynchus susurrans susurrans
  - Xiphorhynchus susurrans jardinei
  - Xiphorhynchus susurrans margaritae
- Xiphorhynchus flavigaster – Grimpar à bec ivoire
  - Xiphorhynchus flavigaster tardus
  - Xiphorhynchus flavigaster mentalis
  - Xiphorhynchus flavigaster flavigaster
  - Xiphorhynchus flavigaster saltuarius
  - Xiphorhynchus flavigaster yucatanensis
  - Xiphorhynchus flavigaster ascensor
  - Xiphorhynchus flavigaster eburneirostris
  - Xiphorhynchus flavigaster ultimus
- Xiphorhynchus lachrymosus – Grimpar maillé
  - Xiphorhynchus lachrymosus lachrymosus
  - Xiphorhynchus lachrymosus eximius
  - Xiphorhynchus lachrymosus alarum
- Xiphorhynchus erythropygius – Grimpar tacheté
  - Xiphorhynchus erythropygius erythropygius
  - Xiphorhynchus erythropygius parvus
  - Xiphorhynchus erythropygius punctigula
  - Xiphorhynchus erythropygius insolitus
  - Xiphorhynchus erythropygius aequatorialis
- Xiphorhynchus triangularis – Grimpar à dos olive
  - Xiphorhynchus triangularis triangularis
  - Xiphorhynchus triangularis hylodromus
  - Xiphorhynchus triangularis intermedius
  - Xiphorhynchus triangularis bangsi